# Pleurophoma socialis
Pleurophoma socialis är en svampart som först beskrevs av Kabát & Bubák, och fick sitt nu gällande namn av H. Ruppr. 1958. Pleurophoma socialis ingår i släktet Pleurophoma, divisionen sporsäcksvampar och riket svampar.   Inga underarter finns listade i Catalogue of Life.